# Disegno (Kunsttheorie)

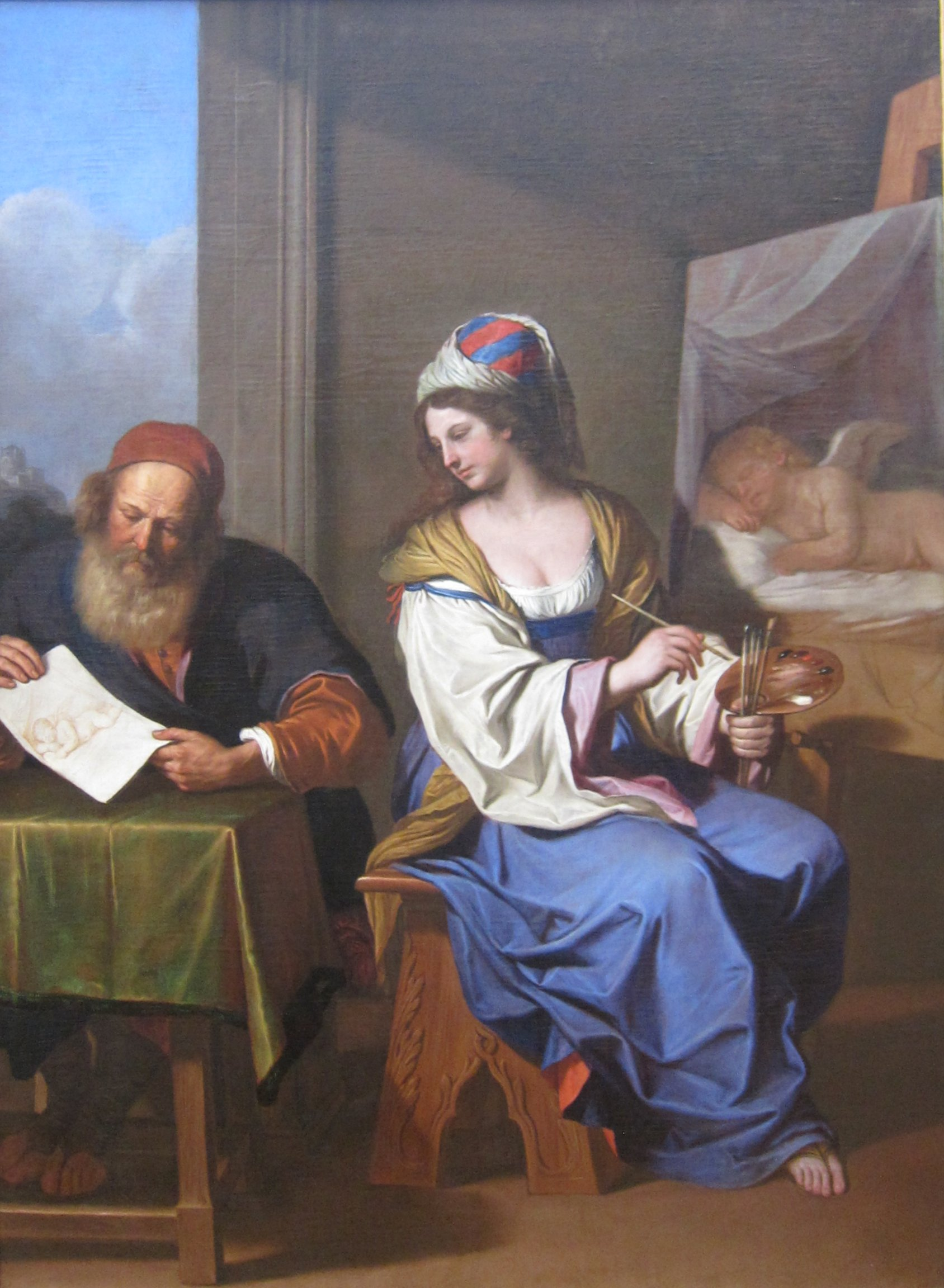
Il Guercino: Allegorie des Disegno und der Malerei, um 1640; Getty Center

Disegno (ital., von lat. designare bezeichnen, zeichnen, im Umriss darstellen) ist ein grundlegender Begriff der Kunsttheorie der Renaissance, der sowohl die Zeichnung als Abbild der künstlerischen Idee als auch den Entwurf des geistigen Konzepts im religiösen Sinne umfasst.

## Begriffsklärung
Giorgio Vasari führte für die drei Künste des disegno – Malerei, Bildhauerei und Architektur − den Begriff arti del disegno ein. Durch die Zeichnung des disegno lässt sich erstens „die Inspiration des Künstlers in diesem Medium mit der Inspiration des Dichters vergleichen“, zweitens ist eine Form der Werkstattorganisation möglich, was heißt, viele Arbeitskräfte können „an einem gemeinsamen Werk auf der Grundlage einer Zeichnung ihres Meisters arbeiten“, drittens eignet sich der disegno „als Mittel der Kommunikation mit den Auftraggebern, den Kardinälen und Fürsten.“
Der disegno ist ein zentraler Begriff der Kunsttheorie der Renaissance in Italien und des Neoklassizismus, der es erlaubt, die bildenden Künste von den Handwerken abzuheben. Er entwickelt sich zwischen Anfang des 15. bis Ende des 16. Jahrhunderts zu einer eigenständigen Kategorie.
Er wird mit dem heutigen Begriff der Zeichnung nicht sinnvoll übersetzt, da sich dieser auch ableiten lässt von Zeichen, wie ihn Roland Barthes in L’Empire des signes definierte: Zeichnung – Zeichen – Strich, also eine Manifestation, ein performativer Akt des Körpers. Der in der Renaissance geprägte Begriff des disegno bezeichnet kein beliebiges Zeichnen oder Entwerfen. Vielmehr verstand man darunter eine Form gewordene Idee, die durch Imagination und durch eine lineare Zeichnung zu Papier gebracht wurde.
Erst Federico Zuccari unterschied zwischen disegno interno, der Idee des Kunstwerks, und disegno externo, der Realisierung durch den Künstler. Die maßgebliche Kunsttheorie der Zeit sieht im disegno das herausragende Mittel, in dem sich die Idee Gottes konkretisieren soll. Insbesondere der Einfluss der Säkularisation und der Kunstakademie im 19. Jahrhundert reduziert den ursprünglich halb religiösen, halb wissenschaftlichen Renaissancebegriff des disegno auf die Qualität eines Hilfsmittels im Sinne eines Vorstudiums zu wirklichen Werken.
Geleitet von dieser Vorstellung gründete man 1563 in Florenz die Accademia delle Arti del Disegno, die bis heute fortbesteht.

## Zitate
„„Eine Gottheit […], die alle sichtbaren Werke wiederholt““

„„[Entspricht] der Urgestalt oder dem Urbild jeder Naturerscheinung. Es ist: der Vater unserer drei Künste, Malerei, Bildhauerei und Architektur entspringt dem Geist und holt aus allen Dingen ein allgemein geistiges Element [giudizio universale], gleich einer Form oder Idee aller Dinge der Natur.““

„„Das disegno, das man mit anderen Worten auch Entwerfen nennt, ist Quelle und Inbegriff der Malerei, der Bildhauerei, der Architektur und jeder anderen Art des Malens. Es ist die Grundlage jeder Wissenschaft. Wer diese große Kunst beherrscht, der möge erkennen, dass ihm eine unvergleichliche Macht untertan ist. Er wird, mit nicht mehr als Feder und Pergament Dinge schaffen, die größer sind als alle Türme der Welt.““